# Ludlow (Anglaterra)
|  | Per a altres significats, vegeu «Castell de Ludlow». |

|  | Per a altres significats, vegeu «Ludlow (època)». |

Ludlow és una població (market town) al comtat de Shropshire, Anglaterra a la confluència dels rius Corve i Teme. Té uns 11.000 habitants, està relacionada amb la història de la veïna Gal·les i disposa d'un castell medieval, el Castell de Ludlow. La seva parròquia, Saint Laurence, és la més gran del seu comtat. Entre el mig miler d'edificis antics que hi ha a Ludlow, destaquen els d'origen medieval i els d'estil Tudor Sir John Betjeman va escriure elogiosament sobre Ludlow com la vila més encisadora d'Anglaterra ("probably the loveliest town in England").
El topònim "Lodelowe" es feia servir abans de l'any 1138 i prové de l'anglès antic "hlud-hlaw". En aquella època el riu Teme tenia ràpids i així el hlud de Ludlow provenia de "the loud waters", mentre que hlaw significava turó ("hill") o túmul. Ludlow en gal·lès es diu Llwydlo.